# NK SOŠK Skradin
 Ovo je članak o nogometnom klubu SOŠK iz Skradina. Za druga značenja pogledajte NK SOŠK (razdvojba).
NK SOŠK je nogometni klub iz Skradina.
Trenutno se natječe u Županijskoj nogometnoj ligi.